# Randall Nybom
Harry Randall Nybom, född 8 december 1904 i Helsingfors, död 2003, var en finländsk jurist. Han var sonson till Fredrik Nybom.
Nybom, som var son till direktör Bengt Nybom och Helmi Hirn, avlade högre rättsexamen 1933 och blev vicehäradshövding 1936. Han var extra ordinarie notarie vid justitieministeriet 1933–1934, biträdande juridisk ombudsman i Nordiska Föreningsbanken 1934–1938 och 1940–1943, advokat 1938–1940, förestod Nordiska Föreningsbankens filialkontor i Helsingfors-Berghäll 1942–1943, var kamrer och kontorschef 1943–1944 och juridisk ombudsman i Träförädlingsindustriernas i Finland arbetsgivareförbund 1945–1971. 
Nybom var ordförande i Akademiska Sångföreningen 1927–1928, Finlands studentkårsförbund 1935 (viceordförande 1945–1947), Helsingfors svenska studentkår 1936, Arbetets vänners huvudförening och centralförbund 1939–1981, Finlands svenska studentråd 1945–1947 och Svenska Finlands folktings garanter r.f. 1945–1946. Han var medlem i Svenska Finlands folktings fullmäktige för Svenska folkpartiet 1945–1946, skattmästare 1941–1946 och ordförande i styrelsen för Helsingfors Utskänknings Ab 1949–1957.